# Ед-Даля
Ед-Даля (араб. الضالع) - місто в Ємені. Розташоване на південному заході центральної частини країни, за 80 км на північ від Адена, на висоті близько 1500 м над рівнем моря. Адміністративний центр однойменної мухафази.
Населення за даними перепису 2004 року становить 17 139 чоловік; дані на 2012 рік повідомляють про населення 21 783 людини.